# Weekly Shōnen Magazine
Weekly Shōnen Magazine (週刊少年マガジン, Shūkan Shōnen Magajin), é uma revista semanal japonesa de mangás publicada pela Kodansha. Sua primeira edição foi lançada em 17 de março de 1959. Apesar de sua política de censura (até recentemente, era a única revista shounen que proibia a exibição de mamilos femininos), seu público é constituído principalmente de estudantes colegiais e estudantes universitários do sexo masculino. A revista custa cerca de 240 ienes (em torno de 5 reais ou 2 euros), e possui aproximadamente 500 páginas por edição. Por semana são vendidas mais de 1.7 milhões de cópias, perdendo apenas para a revista Shonen Jump.

## Títulos publicados Atualmente
| Título da série                                                          | Autor               | Início            |
| ------------------------------------------------------------------------ | ------------------- | ----------------- |
| Acma:Game (ACMA：GAME -アクマ ゲーム-)                                   | Mebu                | Abril de 2013     |
| Ahiru no Sora (あひるの空)                                               | Hinata Takeshi      | Dezembro de 2003  |
| Area no Kishi (エリアの騎士)                                             | Hiroaki Igano       | Agosto de 2006    |
| Baby Steps (ベイビーステップ)                                            | Katsuki Hikaru      | Outubro de 2007   |
| Days (DAYS)                                                              | Yasuda Tsuyoshi     | Abril de 2013     |
| Diamond no Ace Act II (ダイヤのA act II)                                 | Terajima Yuuji      | Agosto de 2015    |
| Domestic na Kanojo (ドメスティックな彼女)                                | Sasuga Kei          | Abril de 2014     |
| Dr. Prisoner (Dr.プリズナー)                                             | Ishikawa Komatsu    | Junho de 2016     |
| Enen no Shouboutai (炎炎ノ消防隊)                                        | Ookubo Atsushi      | Setembro de 2015  |
| Fumetsu no Anata e (不滅のあなたへ)                                      | Ooima Yoshitoki     | Novembro de 2016  |
| Fuuka (風夏)                                                             | Seo Kouji           | Fevereiro de 2014 |
| Hajime no Ippo (はじめの一歩)                                            | Morikawa George     | Setembro de 1989  |
| Hoshino, Me wo Tsubutte. (星野、目をつぶって。)                          | Nagashii Kouhei     | Abril de 2016     |
| Infection (インフェクション)                                             | Oikawa Tooru        | Dezembro de 2015  |
| Kindaichi Shounen no Jikenbo Returns (金田一少年の事件簿R（リターンズ）) | Kibayashi Shin      | Novembro de 2013  |
| Kono Ken ga Tsuki wo Kiru (この剣が月を斬る)                             | Horiuchi Atsunori   | Junho de 2016     |
| Nanatsu no Taizai (七つの大罪)                                           | Suzuki Nakaba       | Outubro de 2012   |
| Oniwaka to Ushiwaka: Edge of the World (鬼若と牛若 —Edge of the World—)  | Kibayashi Shin      | Abril de 2010     |
| Real Account (リアルアカウント)                                          | Okujou              | Janeiro de 2014   |
| Seitokai Yakuindomo (生徒会役員共)                                       | Ujiie Tozen         | Maio de 2007      |
| Shiritsu Horitsuba Gakuen (私立堀鐔学園)                                 | CLAMP               | Abril de 2006     |
| Tsurezure Children (徒然チルドレン)                                      | Wakabayashi Toshiya | Janeiro de 2012   |
| Vector Ball (VECTOR BALL)                                                | Raiku Makoto        | Abril de 2016     |
| Yamada-kun to 7-nin no Majo (山田くんと7人の魔女)                        | Yoshikawa Miki      | Fevereiro de 2012 |
| Zerosen (ゼロセン)                                                       | Kase Atsushi        | 2008              |

## Mangás da Shonen Magazine
Em negrito, são as obras mais importantes.

### Década de 1950
- GeGeGe no Kitaro (1959-1969, Shigeru Mizuki)

### Década de 1960
- Chikai no Makyū (1961-1962, Tetsuya Chiba, Kazuya Fukumoto)
- 8 Man (1963–1966)
- Daisuke-chan (1963–1967, Yoshio Surugu)
- Shiden-kai no Taka (1963–1965, Tetsuya Chiba)
- W3 (1965, Osamu Tezuka) *Apenas 6 capítulos.
- Haris no Kaze (1965-1967, Tetsuya Chiba)
- Cyborg 009 (1966, Shotaro Ishinomori) *Apenas 2 capítulos.
- Kyojin no Hoshi (1966–1971, Ikki Kajiwara, Noboru Kawasaki)
- Makaroni Boy (1966–1969, Yoshio Surugu)
- Tensai Bakabon (1967–1976, Fujio Akatsuka)
- Ashita no Joe (1968–1973, Tetsuya Chiba e Asao Takamori)

### Década de 1970
- Kamen Rider (1971, Shotaro Ishinomori)
- Karate Baka Ichidai (1971–1977, Ikki Kajiwara, Jiro Tsunoda, Jouya Kagemaru)
- Tiger Mask (1971, Ikki Kajiwara, Naoki Tsuji)
- Ai to Makoto (1972-????, Ikki Kajiwara, Takumi Nagayasu)
- Devilman (1972–1973, Go Nagai)
- Nonsense No.13 (1972–1975, Yoshio Surugu) *Originalmente publicana na Bessatsu Shonen Magazine.
- Tsurikiti Sanpei (1973–1983, Takao Yaguchi)
- Violence Jack (1973–1974, Go Nagai)
- Iyahaya Nantomo (1974-????, Go Nagai)
- Mitsume ga Tōru (1974–1978, Osamu Tezuka)
- Shōnen Jidai (1978–1979, Fujiko F. Fujio)

### Década de 1980
- Ashita Tenki ni Naare (1981-1991, Tetsuya Chiba)
- Bats & Terry (1982-1987, Yasuichi Oshima)
- Kotaro Makaritoru (1982–2001, Tatsuya Hiruta) *O título mudou para Shin - em 1995.
- Bari Bari Densetsu (1983–1991, Shuichi Shigeno)
- Iron Muscle (1983-????, Go Nagai)
- 'Parotto Ikka (1983–1986, Yoshio Surugu)
- Ekushisu (1984-????, Takatoshi Yamada)
- Mister Ajikko (1986–1989, Daisuke Terasawa)
- Meimon! Daisan-yakyūbu (1987–1993)
- Doctor K (1988-????, Mafune Kazuo)
- Hajime no Ippo (1989  George Morikawa )

### Década de 1990
- BECK (1999-2008) *mudou para Magazine Mensal
- Boys Be... (1991-2001, Masahiro Itabashi, Hiroyuki Tamakoshi)
- AI ga Tomaranai (1994, Ken Akamatsu) *mudou para Magazine Special
- Kindaichi Case Files (1992-2000) e Detective Academy Q (2001-2005)
- Chūka Ichiban (1997-1999, Etsushi Ogawa) *mudou para Magazine Special, e retornou para Shonen Magazine.
- Gyagu Waarudo 1990 (1993–1995, Yoshio Surugu)
- J-Dream (1993-????, Heiuchi Natsuko)
- Harlem Beat (1994-2000, Yuriko Nishiyama)
- [Maya] (1994-????, Motoshima Yukihisa)
- Chūka Ichiban! (1995-1999, Etsushi Ogawa)
- Henachoko Daisakusen Z (1995-????, Nishimoto Hideo)
- Hajime no Ippo (1990-????, George Morikawa)
- DESPERADO (1996-????, Matsumoto Daiji)
- Bad Company (1997, Fujisawa Tooru)
- Love Hina (1998-2001)
- GetBackers (1999-2007)
- 'Great Teacher Onizuka' (1997-2002)
- Samurai Deeper Kyo (1999-2006)
- Rave Master (1999-2005)

### Década de 2000
- Pastel (2002-2003) *mudou para Magazine Special
- Sakigake!! Cromartie High School (2000-)
- Assobot Senki Goku (2001-2002, Jōji Arimori, Romu Aoi)
- School Rumble (2002-)
- Air Gear (2003-2012)
- Mahō Sensei Negima (2003-2012)
- Tsubasa: RESERVoir CHRoNiCLE (2003-2009)
- Suzuka (2004-)
- Koma Koma (2005-)
- Fairy Tail  (2006-2017)

### Década de 2010
- AKB49 Renai Kinshi Jourei (2010-)
- Noragami (2011-)
- Yamada-kun to 7-nin no Majo (2012-)
- Nanatsu No Taizai (2013-)
- Koe no Katachi (2013-)
- Tokyo Revengers (2017-)

## Recepção

### Shonen Magazine vs. Shonen Jump
A Shonen Magazine era a mais vendida no Japão até 1970, mas sua posição foi tomada pela Shonen Jump em 1974. E então o sucesso da Shonen Jump continuou até a metade dos anos 1990, quando a série Dragon Ball da Shonen Jump foi finalizada, em resultado disso a Jump começou a decair, e assim, a Shonen Magazine voltou a liderar o mercado de mangás em Outubro de 1997.
Atualmente, Shonen Magazine é a segunda mais vendida, após a Shonen Jump voltar à liderança em 2002.
Apesar disso, as vendas das duas revistas é bastante próxima.